# Panaholma
Panaholma es una comuna del Departamento San Alberto, provincia de Córdoba, Argentina
Ubicada en el Valle de Traslasierra, a orillas del río homónimo, 10 km al norte de la cabecera departamental Villa Cura Brochero, comunicada por camino consolidado. Tiene acceso (T-227-22) a la ruta provincial 15, distante 6 km, pavimentado desde fines de 2007.

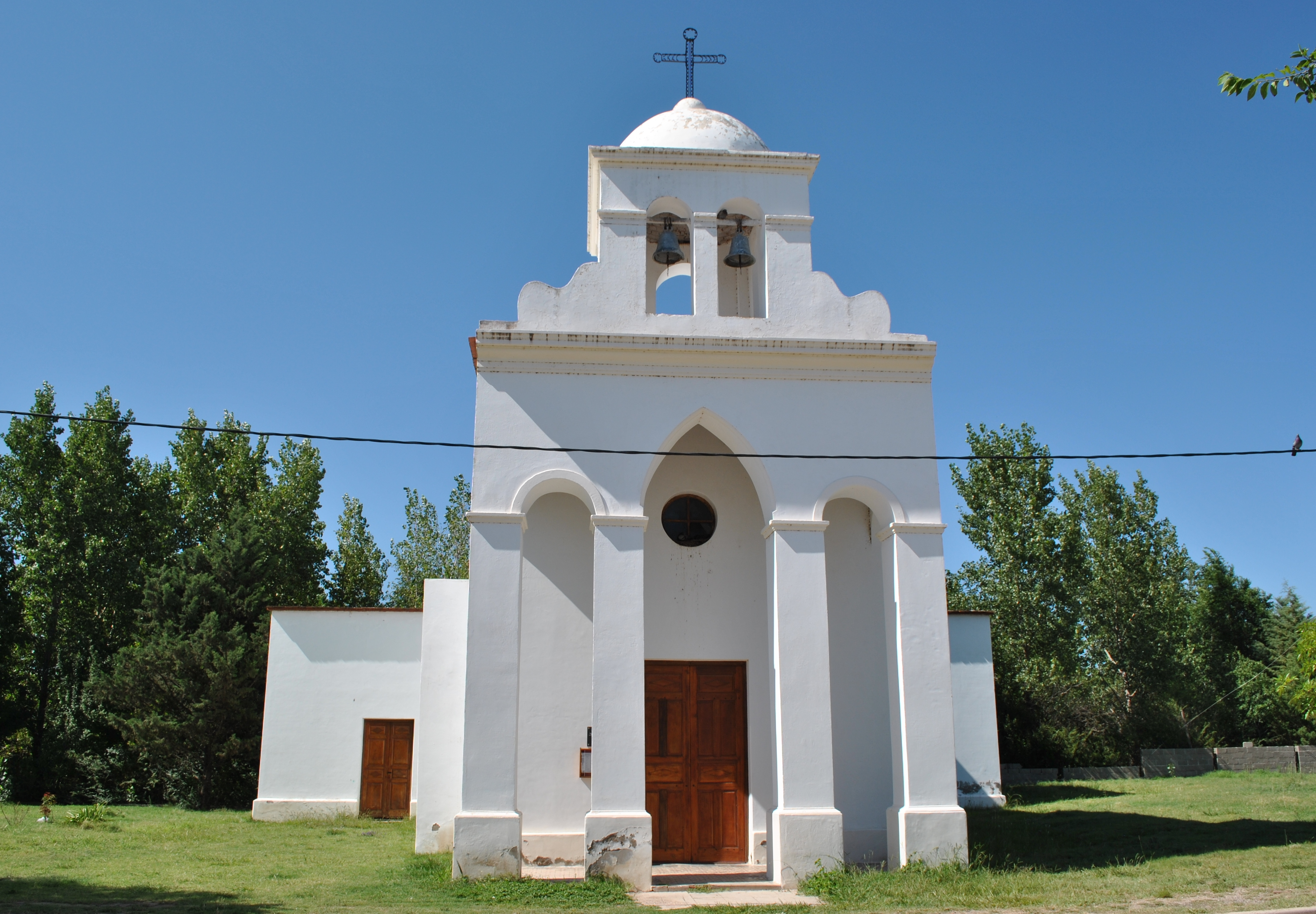
Ntra. Sra. del Rosario, Panaholma

Panaholma está organizada políticamente como Comuna.
La actividad económica principal es la explotación de los atractivos turísticos, destacándose el balneario sobre el río Panaholma.

## Toponimia
El nombre Panaholma designa al río, y tiene el significado en quechua de “río de aguas taciturnas”.

## Historia
La población se asentó en forma espontánea a partir de 1800, siendo la primera escuela creada en 1820. En 1902 se trasladó su emplazamiento unos mil metros al norte para aprovechar un terreno donado por Amelia Peralta de Abregú a la Curia, en el cual se construyó la actual capilla.

## Geografía

### Población
Cuenta con 234 habitantes (Indec, 2022), lo que representa un incremento del 43% frente a los 136 habitantes (Indec, 2010) del censo anterior.
El censo provincial de población de 2008, que incluye la población rural, había registrado 608 pobladores, un 334,29 % más que en el anterior censo provincial de 1996, cuando tenía 140 moradores, con lo cual constituye una de las localidades que ha crecido a un ritmo más sostenido (27,86% anual).
| Gráfica de evolución demográfica de Panaholma entre 1991 y 2022 |
|                                                                 |
| Fuente: censos nacionales del INDEC                             |

### Sismicidad
La sismicidad de la región de Córdoba es frecuente y de intensidad baja, y un silencio sísmico de terremotos medios a graves cada 30 años en áreas aleatorias. Sus últimas expresiones se produjeron:
- 22 de septiembre de 1908 (116 años), a las 17.00 UTC-3, con 6,5 Richter, escala de Mercalli VII; ubicación 30°30′0″S 64°30′0″O / -30.50000, -64.50000; profundidad: 100 km; produjo daños en Deán Funes, Cruz del Eje y Soto, provincia de Córdoba, y en el sur de las provincias de Santiago del Estero, La Rioja y Catamarca[4]

- 16 de enero de 1947 (78 años), a las 2.37 UTC-3, con una magnitud aproximadamente de 5,5 en la escala de Richter (terremoto de Córdoba de 1947)[3]

- 28 de marzo de 1955 (70 años), a las 6.20 UTC-3 con 6,9 Richter: además de la gravedad física del fenómeno se unió el desconocimiento absoluto de la población a estos eventos recurrentes (terremoto de Villa Giardino de 1955)

- 7 de septiembre de 2004 (20 años), a las 8.53 UTC-3 con 4,1 Richter

- 25 de diciembre de 2009 (15 años), a las 21.42 UTC-3 con 4,0 Richter